# 長谷川利行

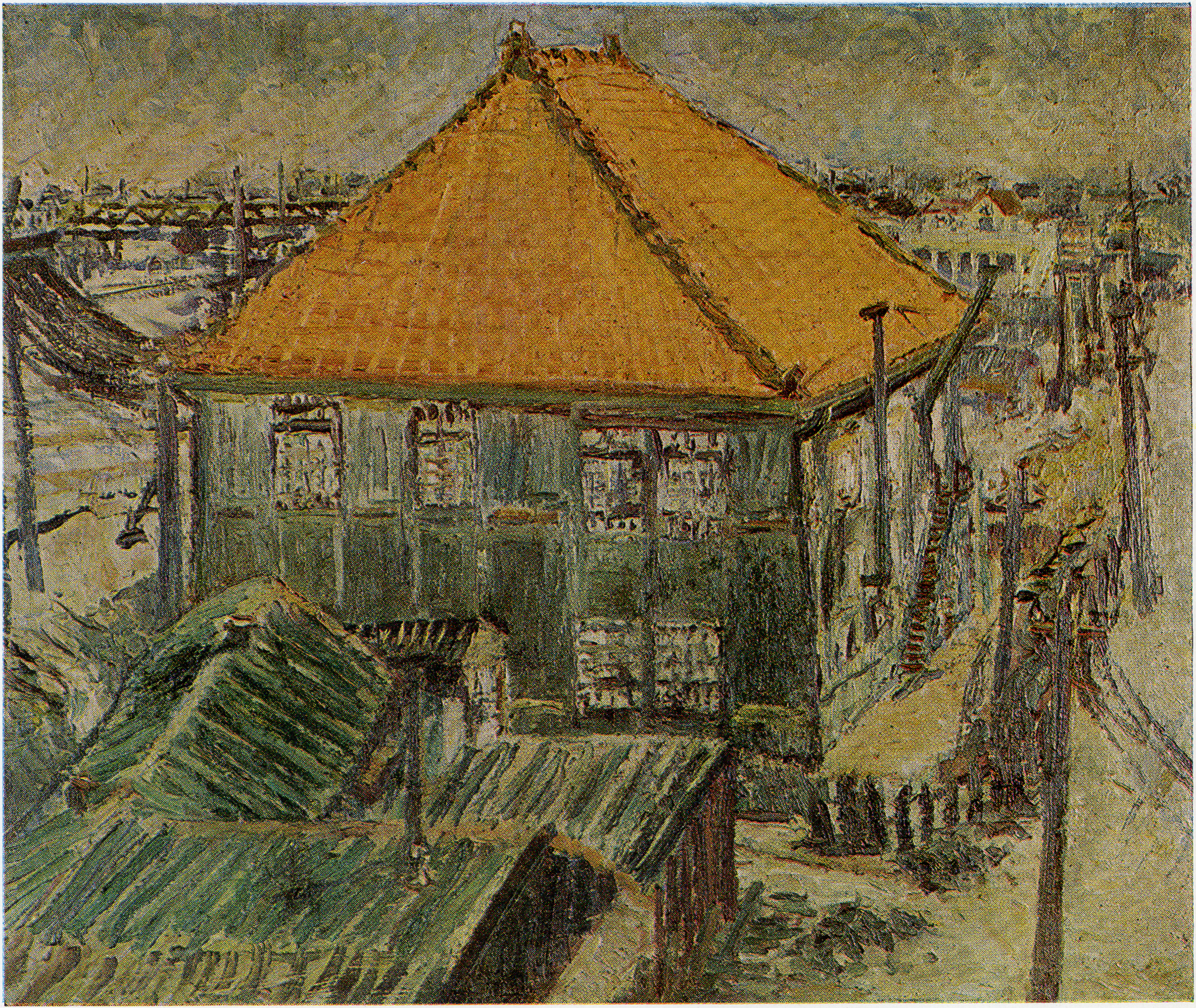
田端変電所
第1回新光洋画会展入選（1920年）

長谷川 利行（はせかわ としゆき、1891年〈明治24年〉7月9日? - 1940年〈昭和15年〉10月12日）は、京都府出身の洋画家、歌人。
姓の読みは本人の署名に従い「はせかわ」とした。愛称は「りこう」。

## 経歴
1891年に京都府京都市山科区で伏見警察署の警察官であった長谷川利其（としその）、テルの五人兄弟の三男として生まれる。家族構成や出生日はいくつかの説があり、はっきりとしていない。和歌山県有田郡広村（現・広川町）の私立耐久中学校（現・県立耐久高校）に入学し文学を志し同人誌などを発行するも、1909年に中学校を中退する。当時は詩歌に興味を持ち、1919年には「長谷川木葦集」という私家版の歌集を発行している。30歳になる1921年に上京するも、しばらくは大衆小説などを書いていた。
いつ頃から絵を始めたか不明であるが、独学で画を学ぶ。自身の「アトリエ」を持たず、「思い立ったら絵を描く」スタンスを生涯続けた。帝展や二科展に落選を重ね、田辺至ら主催の第1回新光洋画会展（1920年）にて「田端変電所」が初入選する。
関東大震災に被災し、また震災の被害をうけた東京をうたった歌誌「火岸」を刊行後、帰郷し、一時京都で活動する。1926年に再上京し、日暮里の日蓮宗中山派修練所の離れで暮らす。紹介で高橋新吉と出会い、前田寛治や里見勝蔵の知遇を得る。
靉光や熊谷守一、熊谷登久平、麻生三郎、井上長三郎、寺田政明らとの交流が始まり、第14回二科展で樗牛賞を受賞、精力的に活動。翌1926年には佐伯祐三らの「一九三〇年協会」展で奨励賞を受けるなど、徐々に評価を高めていった。
だが、長谷川の生活は、浅草近辺の貧民街で一日中絵を描いているか、絵を換金して酒を飲んでいるかだったという。ついには、友人たちに絵を描いて送りつけたり、前田夕暮、岸田國士ら著名人のところに押しかけて絵を描き、金をせびったりするなど生活は荒れ果てていった。このため、知人たちは後世まで彼については堅く口を閉ざしており、その経歴には不明な点が多い。
40歳を過ぎた1929年以降は山谷の木賃宿や簡易宿泊所、救世軍の宿舎などを転々とし、1937年の二科展を最後に公募展へ出展していない。1932年に詩人や小説家と共に芸術家グループ「超々会（シュルシュル会）」を結成し、長谷川は会の中心的な人物となるものの、1年ほどで自然消滅したという。

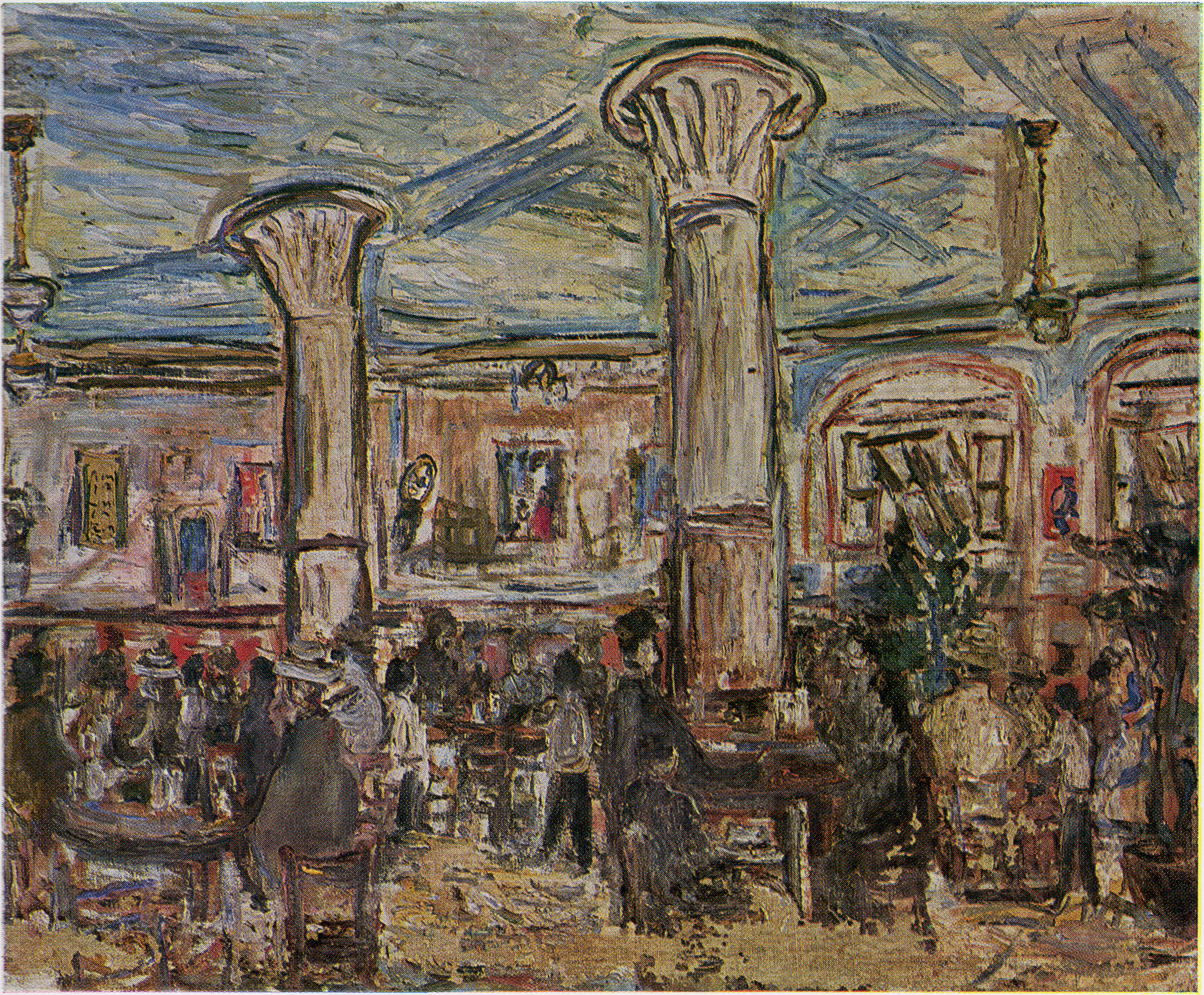
麦酒室（ビーヤーホール）
二科展・樗牛賞（1927年）

その後、理解者であった天城俊彦が新宿に開いた天城画廊で頻繁に個展を開いていたが、安酒の飲み過ぎで慢性化していた胃潰瘍が悪化すると徐々に身体が弱り、また1936年の晩秋頃に泥酔してタクシーにはねられ重傷を負うなど、1939年以降はほとんど作品を残していない。
1940年5月17日、三河島の路上で行き倒れになり養育院に収容される。胃癌の治療を拒否し、同年10月12日死去。49歳没。この際、手元にあったスケッチブックなどの所持品はすべて養育院の規則により焼却された。
翌1941年1月になって養育院を訪れた天城俊彦らにようやくその死が知られることとなり、遺骨は天城によって引き取られた。1947年に追悼の短歌集が発行され、高橋新吉、里見勝蔵、児島善三郎、熊谷登久平、あるいは長谷川を援助した有島生馬らが文を寄せた。
30周忌を迎えた1969年10月15日、上野不忍池弁天島で「利行碑」および隣に立つ歌碑の除幕式を画廊羽黒洞（代表・木村東介）が執り行う。

## 画風
画家としての活動は20年に満たないが、その割に残っている作品数は多い。非常に速筆で、1〜2時間ほどでれっきとした油絵を仕上げた。絵の具の特質を活かし、木ヘラや指などで引っ掻いたように描いた作品もある。色彩としては、白を好んで用いた。1935年からの数年間は、ガラス絵を多く手掛けている。見ていた人物の証言によると、ガラスを手に持ち正面を手前に向けたまま反対側に手を回し、裏面からひょいひょいっと僅かな時間で描いたという。

## 評価
劇団手織座は長谷川利行を描いた演劇として、1967年に第10回公演「落日の涯 長谷川利行の半生」（脚本：高橋玄洋）を朝日生命ホールで上演した（11月7日 - 19日）。
しかし、その無頼な生き方や経歴故に贋作が非常に多いことも手伝い、長谷川の作品の評価が進んだのは死後数十年たってからである。2009年、第3回「一九三〇年協会」展に出展した絵画のうちの1点「カフェ・パウリスタ」が発見され、2月24日放送の『開運!なんでも鑑定団』で紹介された。鑑定額は1800万円。その後、職員が同放送を見ていたことから東京国立近代美術館が2009年度に買い取ったという経緯が、同番組で明かされた。美術館では修復と科学分析が行われ、所蔵する長谷川作品は『岸田国士像』（1930年）、『鉄工場の裏』（1931年）や『新宿風景』（1937年頃）と合わせて4点となった。

### 主な回顧展
1961年に開かれた個展では、短い会期に100点ほどが紹介された。それから半世紀以上を経た2018年の春から冬にわたり、代表作を含む140点前後を集めた規模の大きな回顧展が国内各地の5館で開催される。この「長谷川利行展 Hasekawa Toshiyuki - Retrospective」には新発見の作品も展示されている。
1961年03月07日 - 03月12日　「長谷川利行名作展」
日本橋三越（主催・日本経済新聞社）を会場に、没後20年を経て開かれた個展。100点近くを集めた。
2018年03月24日 - 12月24日　「長谷川利行展 Hasekawa Toshiyuki - Retrospective」
油彩、水彩、素描、ガラス絵で構成。「カフェ・パウリスタ」のほか、再発見された「水泳場」に加え、新発見「白い背景の人物」（1937年・個人蔵）、40年前に公開された「夏の遊園地」（1928年・個人蔵）を出展している。
03月24日 - 04月22日　「碧南市制70周年記念事業日」 福島県立美術館 「長谷川利行展 藝術に生き、雑踏に死す-」
05月19日 - 07月08日　府中市美術館 「長谷川利行展 - 七色の東京」前期・後期で展示替え
07月21日 - 09月09日　碧南市藤井達吉現代美術館　碧南市制70周年記念事業 開館10周年記念「長谷川利行展 -藝術に生き、雑踏に死す-」
09月22日 - 11月04日　久留米市美術館　「長谷川利行展 Hasegawa Toshiyuki」
11月13日 - 12月24日　足利市立美術館　「長谷川利行 展-生きることは絵を描くことに価するか-」

## 主な作品
| タイトル                   | 制作年   | 技法・素材                         | サイズ（cm） | 所蔵先             | 出品展覧会                      | 備考                                                                                             |
| -------------------------- | -------- | ---------------------------------- | ------------ | ------------------ | ------------------------------- | ------------------------------------------------------------------------------------------------ |
| 田端変電所                 | 1923年   | キャンバス・油彩                   | 23.8x32.6    | 広島県立美術館     | 第4回新光洋会展（1923年）       |                                                                                                  |
| 陸橋みち                   | 1927年   | キャンバス・油彩                   | 21.8x45.0    | かみや美術館       | （1927年）                      |                                                                                                  |
| 酒売場                     | 1927年   | キャンバス・油彩                   | 53.3x65.5    | 愛知県美術館       | 第14回二科展（1927年）          | [ 31 ]                                                                                           |
| 夏の遊園地                 | 1928年   | キャンバス・油彩                   | 112.0x163.5  | 個人               | 第15回二科展（1928年）          |                                                                                                  |
| 頭蓋骨のある静物           | 1928年   | キャンバス、ボード・油彩           | 37.8x30.2    | 個人               | 第15回二科展（1928年）          | [ 19 ]                                                                                           |
| カフェ・パウリスタ         | 1928年   | キャンバス・油彩                   | 53.0x72.8    | 東京国立近代美術館 | 第3回「1930年協会」展（1928年） | 2009年購入                                                                                       |
| 地下鉄道                   | 1928年   | キャンバス・油彩                   | 60.6x72.7    | 個人               | 第3回「1930年協会」展（1928年） |                                                                                                  |
| 汽罐車庫                   | 1928年   | キャンバス・油彩                   | 112.0x194.0  | 鉄道博物館         | 第4回「1930年協会」展（1929年） | [ 注釈 10 ]                                                                                      |
| 靉光像                     | 1928年   | キャンバス・油彩                   | 45.7x37.8    | 個人               | 第4回「1930年協会」展（1929年） | [ 注釈 11 ]                                                                                      |
| 人物                       | 1928年   | キャンバス・油彩                   | 33.3x45.2    | 個人               | 第4回「1930年協会」展（1929年） |                                                                                                  |
| 子供                       | 1929年   | キャンバス・油彩                   | 7270x60.3    | 個人               | 第16回二科展（1929年）          |                                                                                                  |
| タンク街道                 | 1930年   | キャンバス・油彩                   | 80.8x61.0    | 個人               | 第17回二科展（1930年）          | [ 19 ] [ 注釈 12 ]                                                                               |
| ポーチレエ（前田夕暮氏像） | 1930年   | キャンバス・油彩                   | 100.0x72.5   | 個人               | 第17回二科展（1930年）          | [ 19 ]                                                                                           |
| 岸田國士像                 | 1930年   | キャンバス・油彩、左上に署名、年記 | 74.0x54.0    | 東京国立近代美術館 | 第18回二科展（1931年）          |                                                                                                  |
| 水泳場                     | 1932年   | キャンバス・油彩                   | 90.9x116.7   | 板橋区立美術館     | 第19回二科展（1932年）          | [ 注釈 14 ]                                                                                      |
| 女                         | 1932年   | キャンバス・油彩                   | 97.0x130.3   | 京都国立近代美術館 | 第19回二科展（1932年）          |                                                                                                  |
| 地下鉄ストアー             | 1932年   | キャンバス・油彩                   | 72.0x90.0    | 東京地下鉄株式会社 |                                 | 1931年（昭和6年）12月に開業し、壁面の20mもある大時計で有名な「上野地下鉄ストアー」を描いている。 |
| 荒川風景                   | 1935年   | ガラス・油彩                       | 44.0x65.2    | 個人               |                                 | 利行のガラス絵の中でも異例の大作。                                                               |
| 大和家かほる               | 1935年   | キャンバス・油彩                   | 41.0x32.0    | 個人               |                                 | 当時安来節で人気を誇った大和家三姉妹一座の座員を描いたものか。                                   |
| 新宿風景                   | 1937年頃 | キャンバス・油彩                   | 46.0x53.0    | 東京国立近代美術館 |                                 | 1957年（昭和32年）度 購入。                                                                      |
| ノア・ノア                 | 1937年   | キャンバス・油彩                   | 80.2x65.0    | 堀美術館           | 第1回一水会展                   | 利行最後の団体展出品作。新宿にあった喫茶店ノア・ノアで描いた。                                   |

長谷川利行の作品
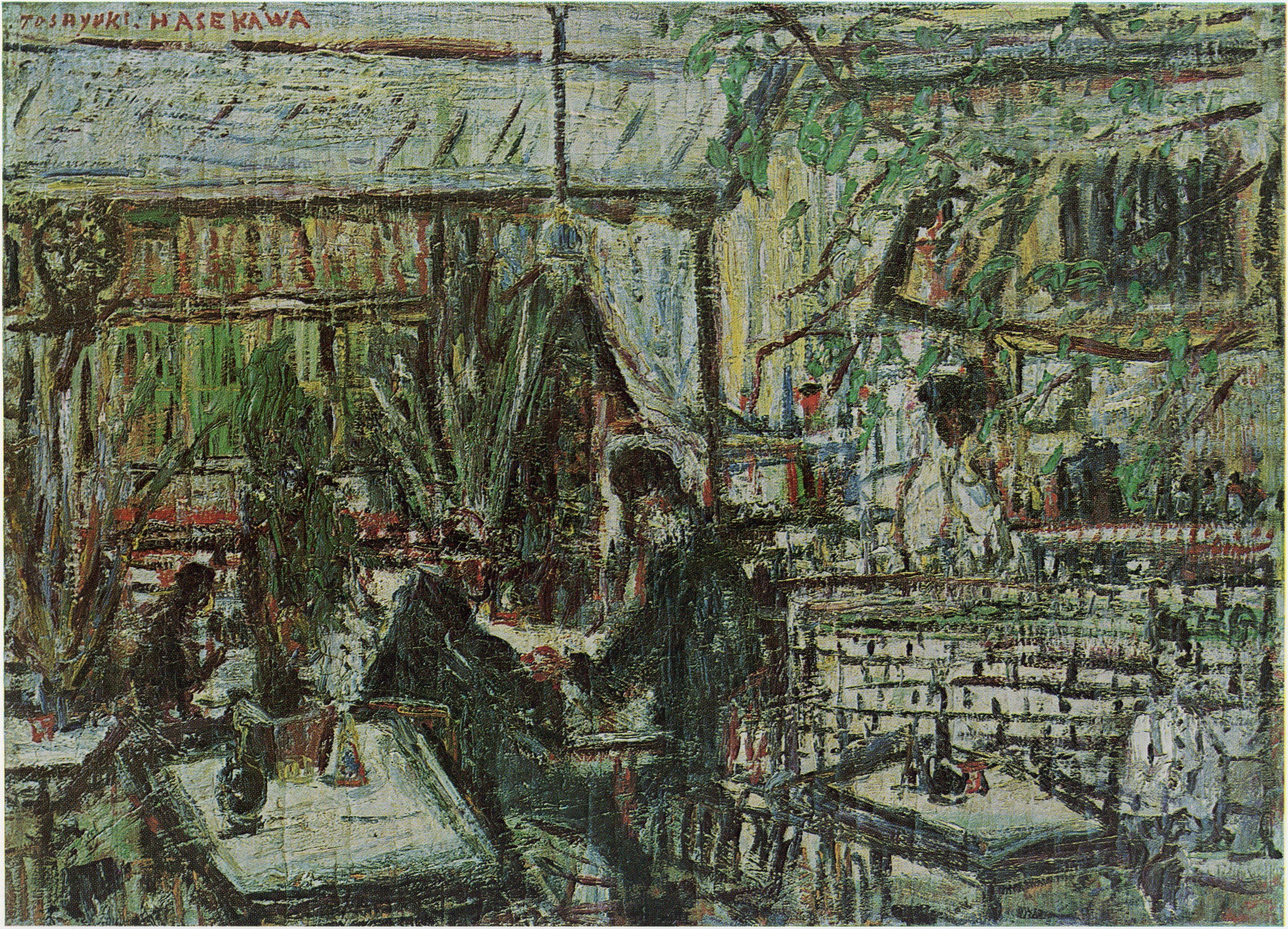
カフェ・オリエント
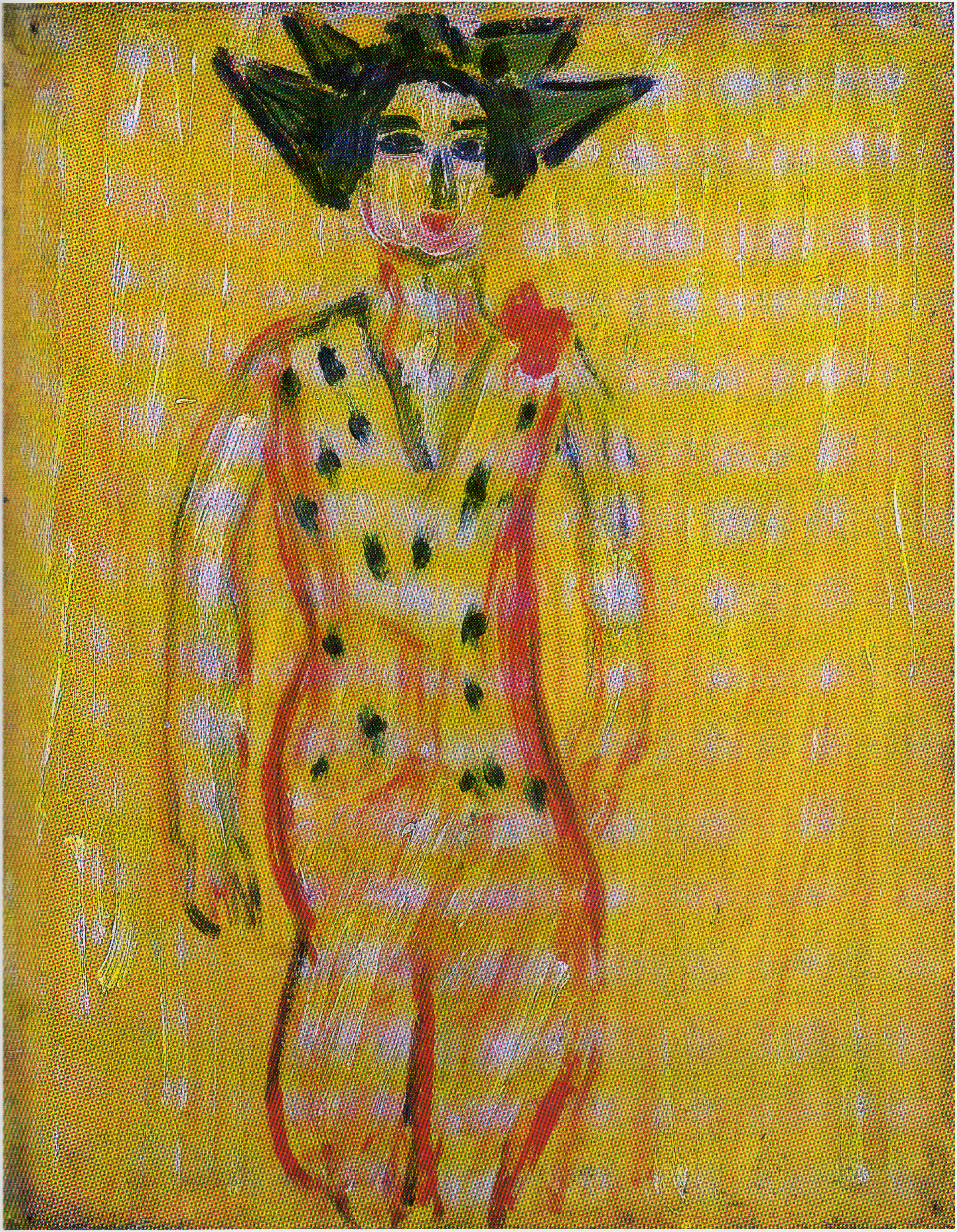
酒祭り・花島喜世子
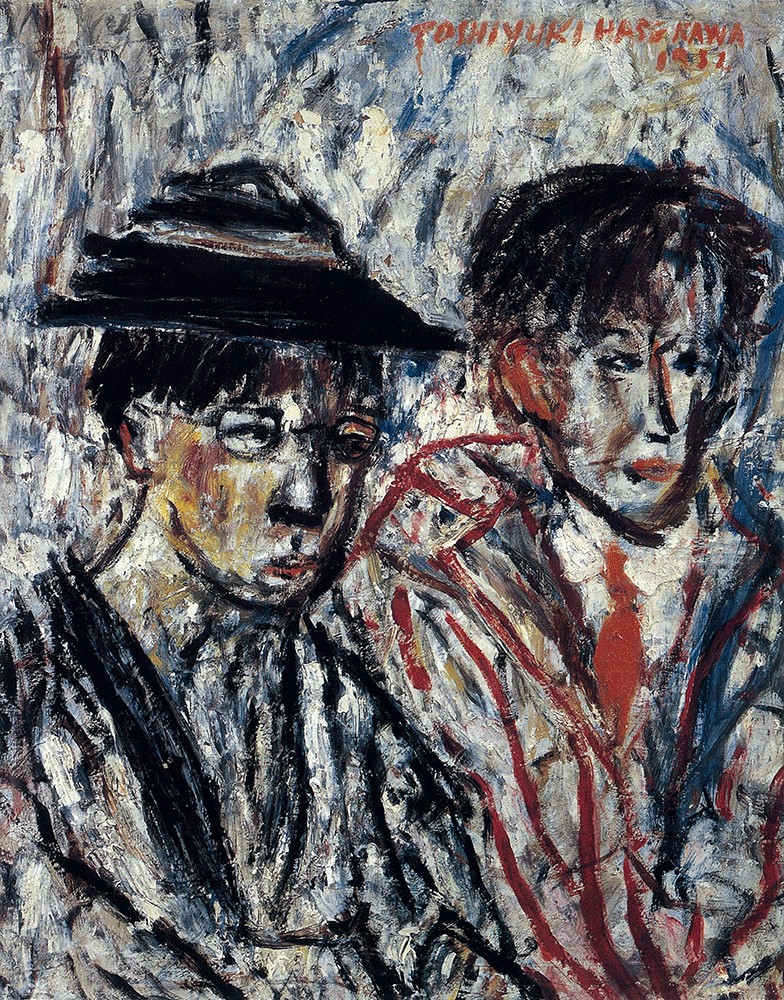
二人の活弁の男
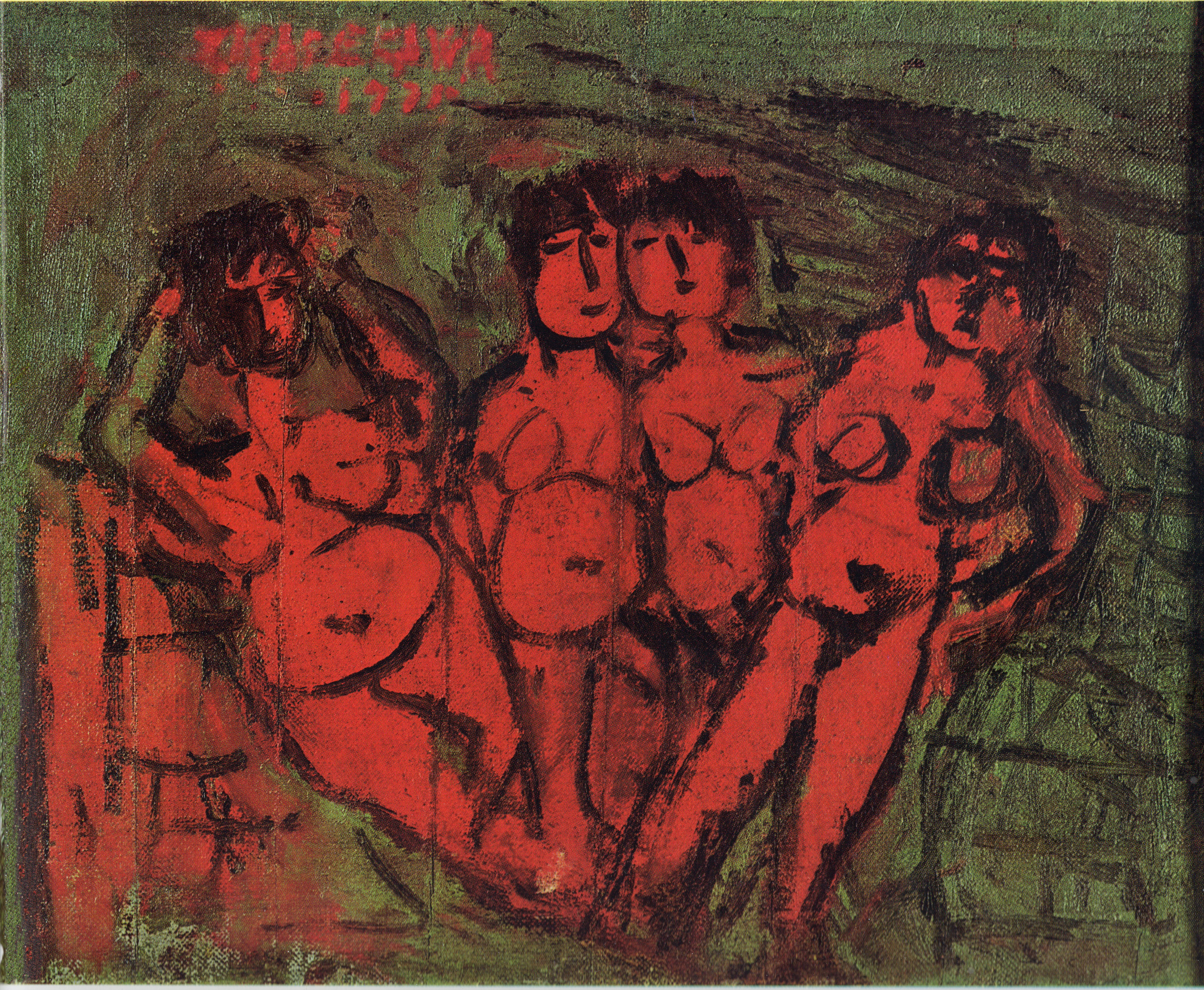
四人の裸婦
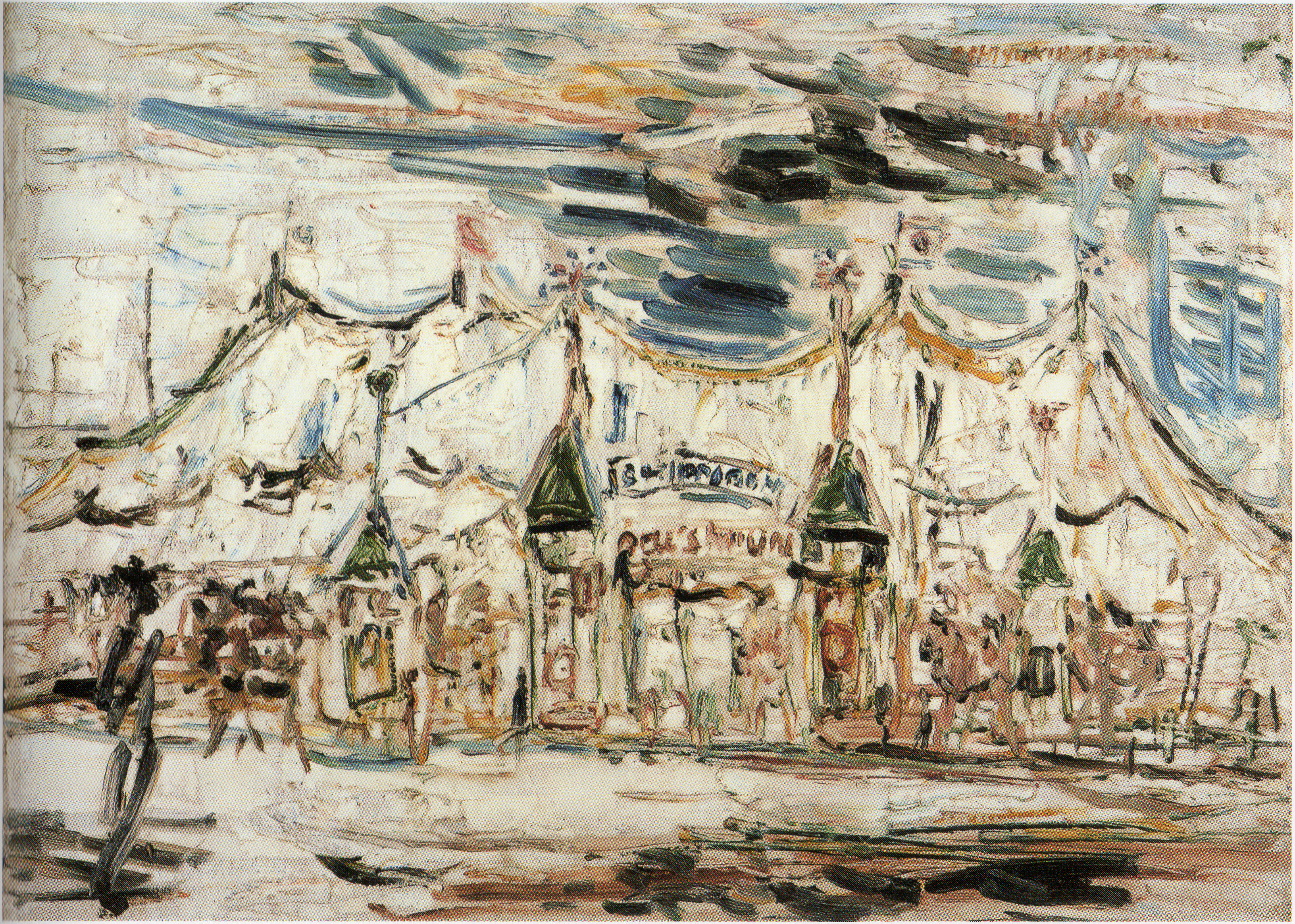
ハーゲンベックのサーカス
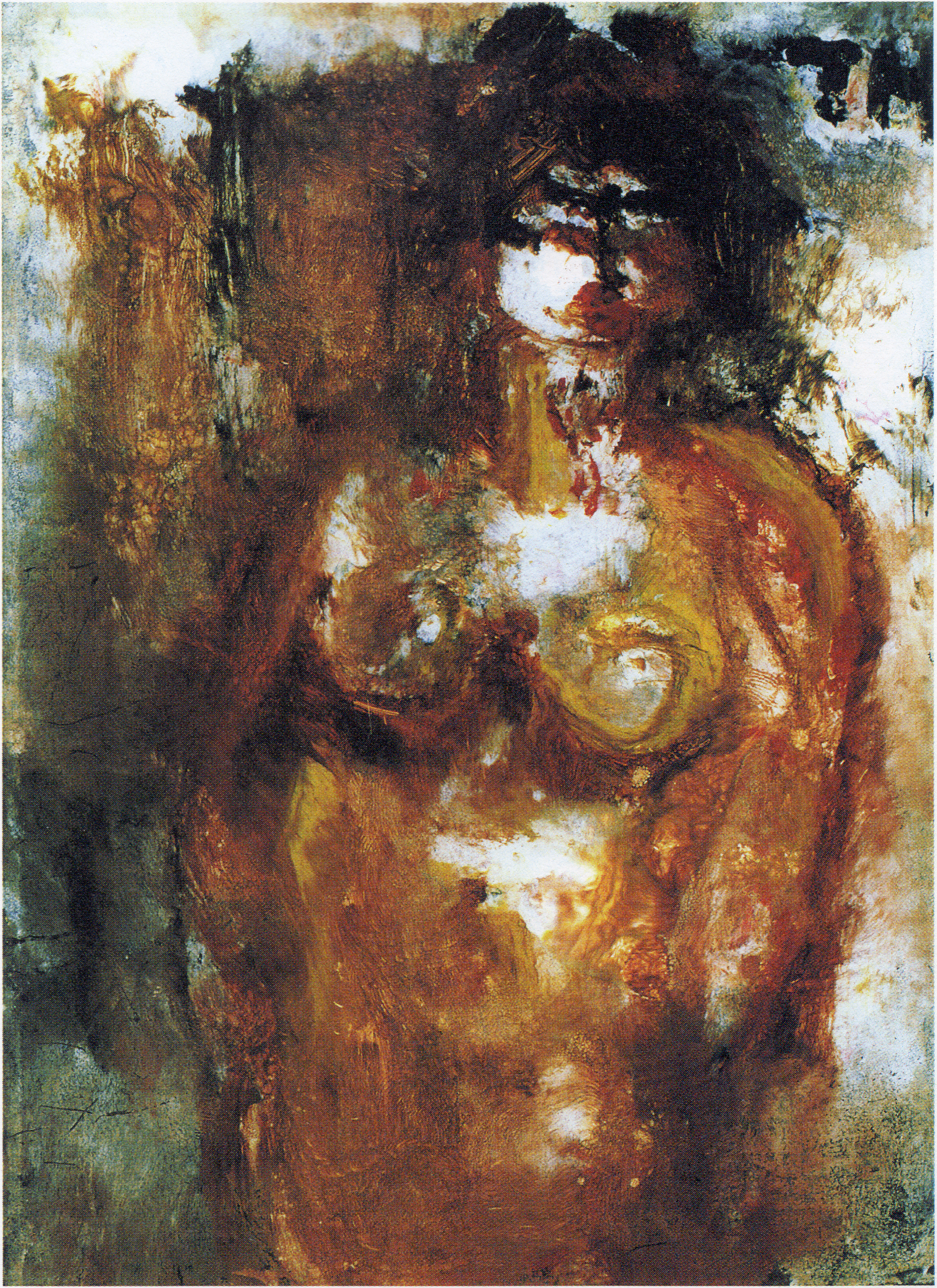
裸婦
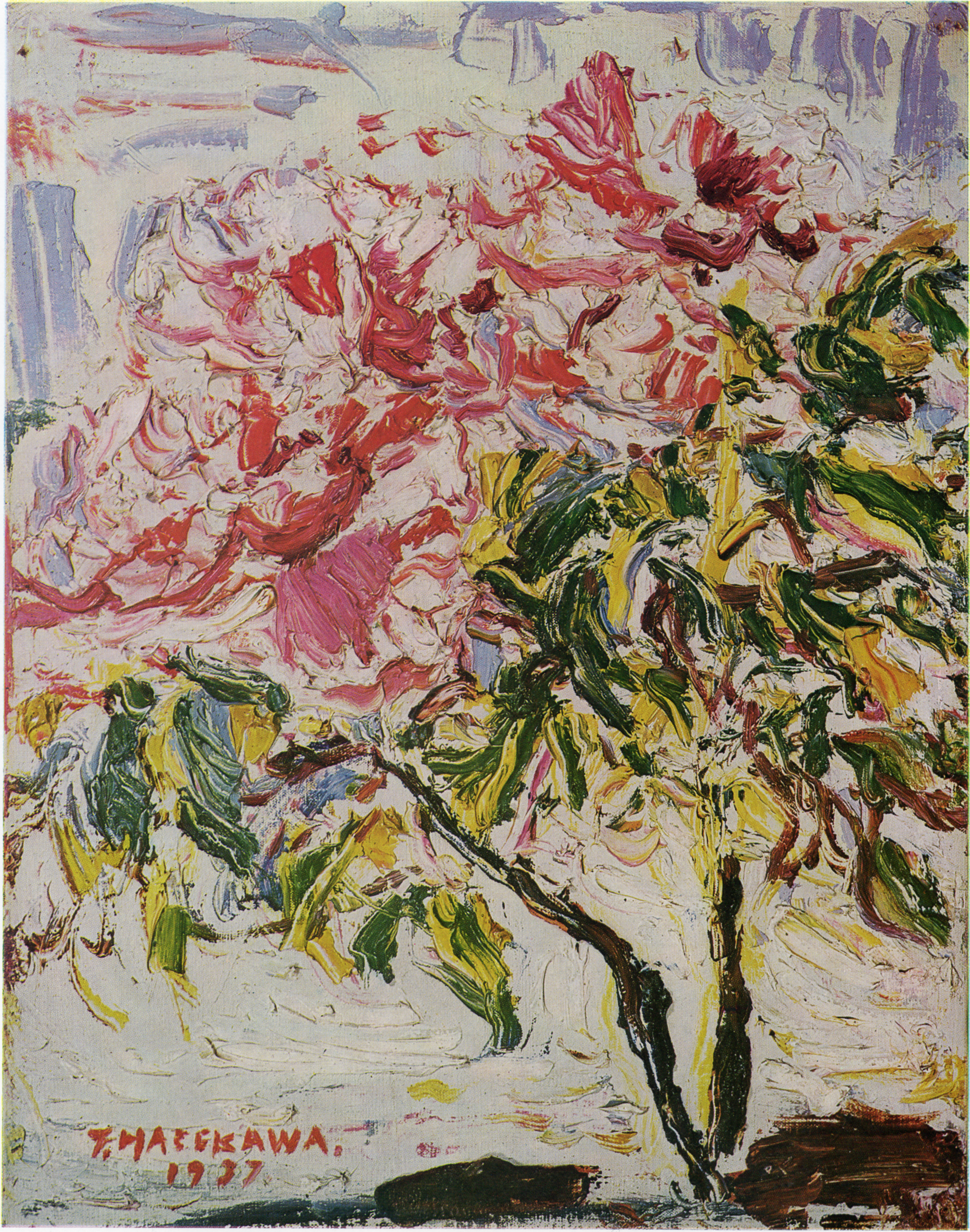
牡丹
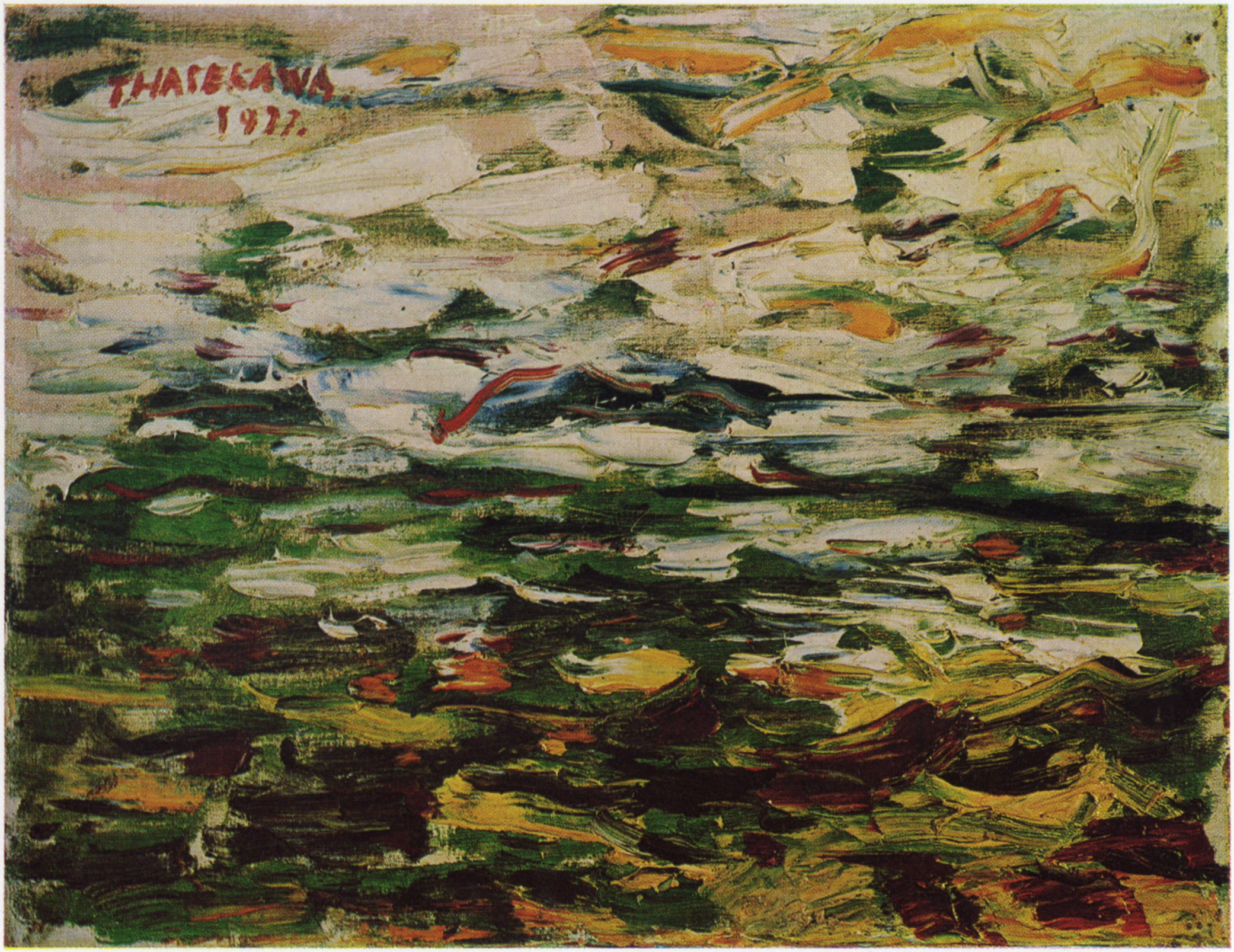
海
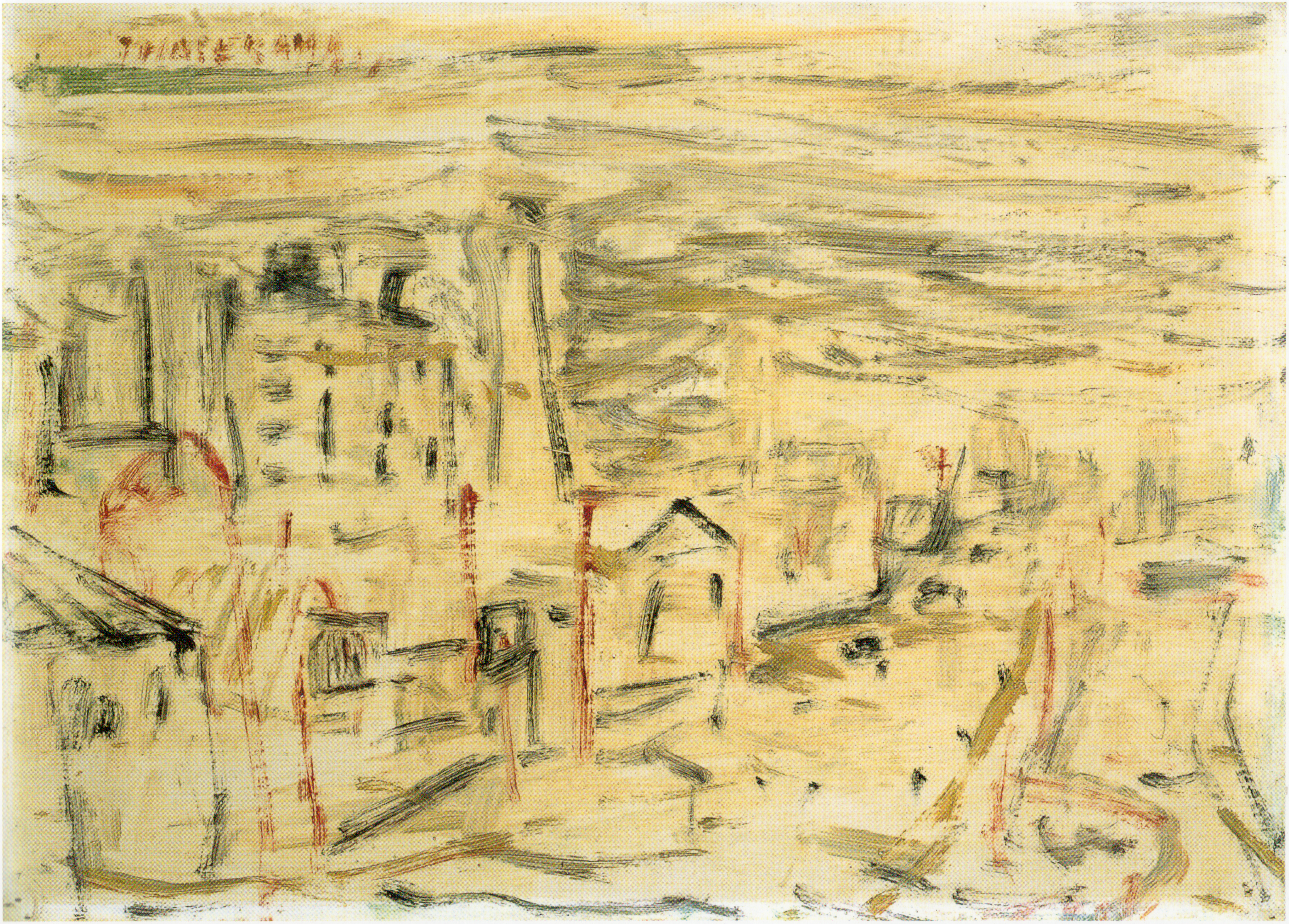
街景
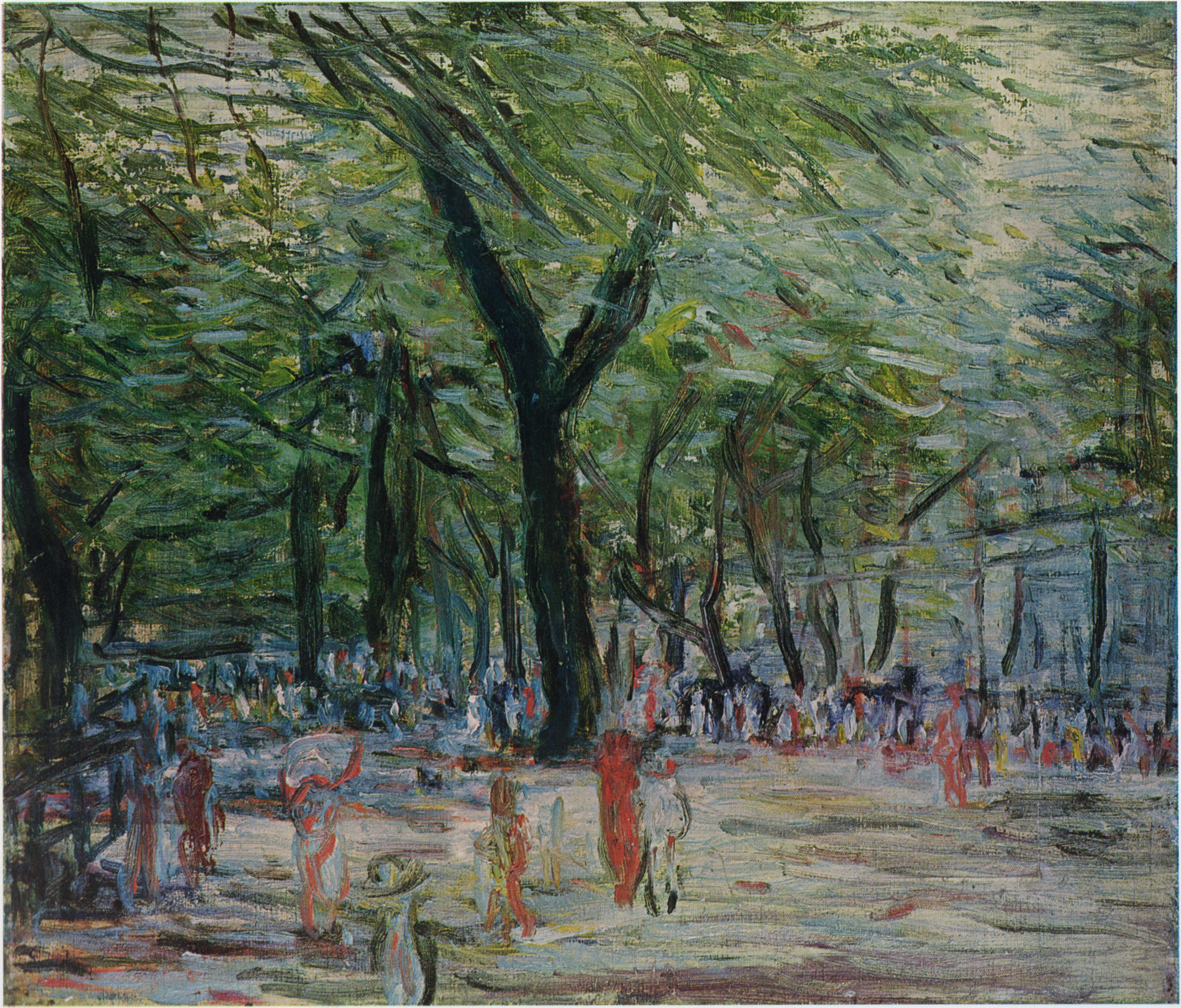
動物園風景
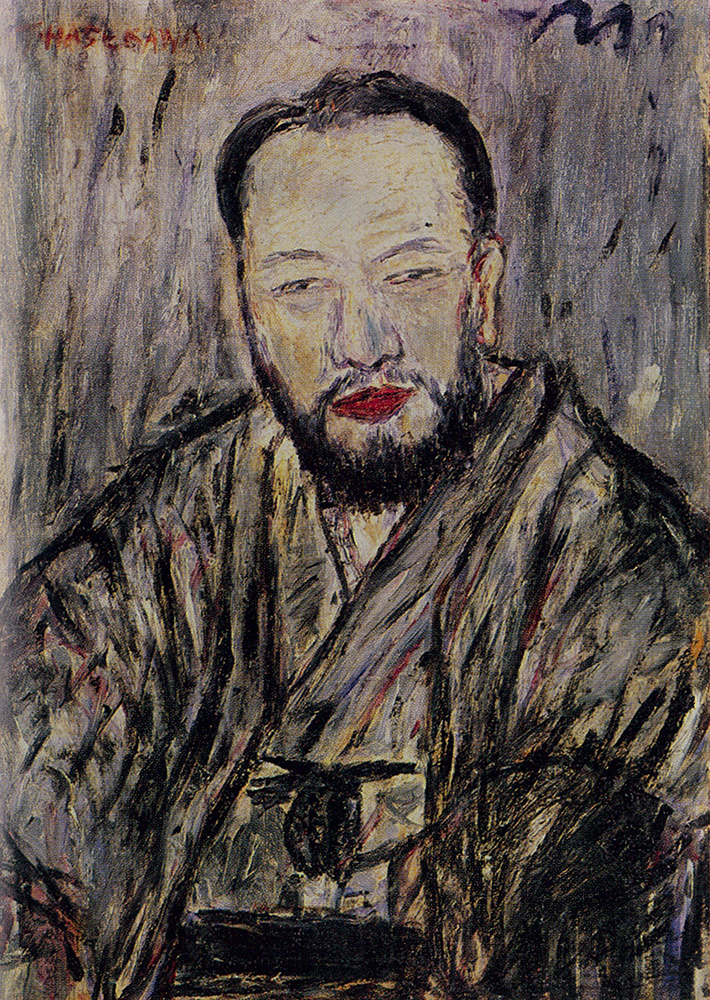
神林国士の像

## 著作

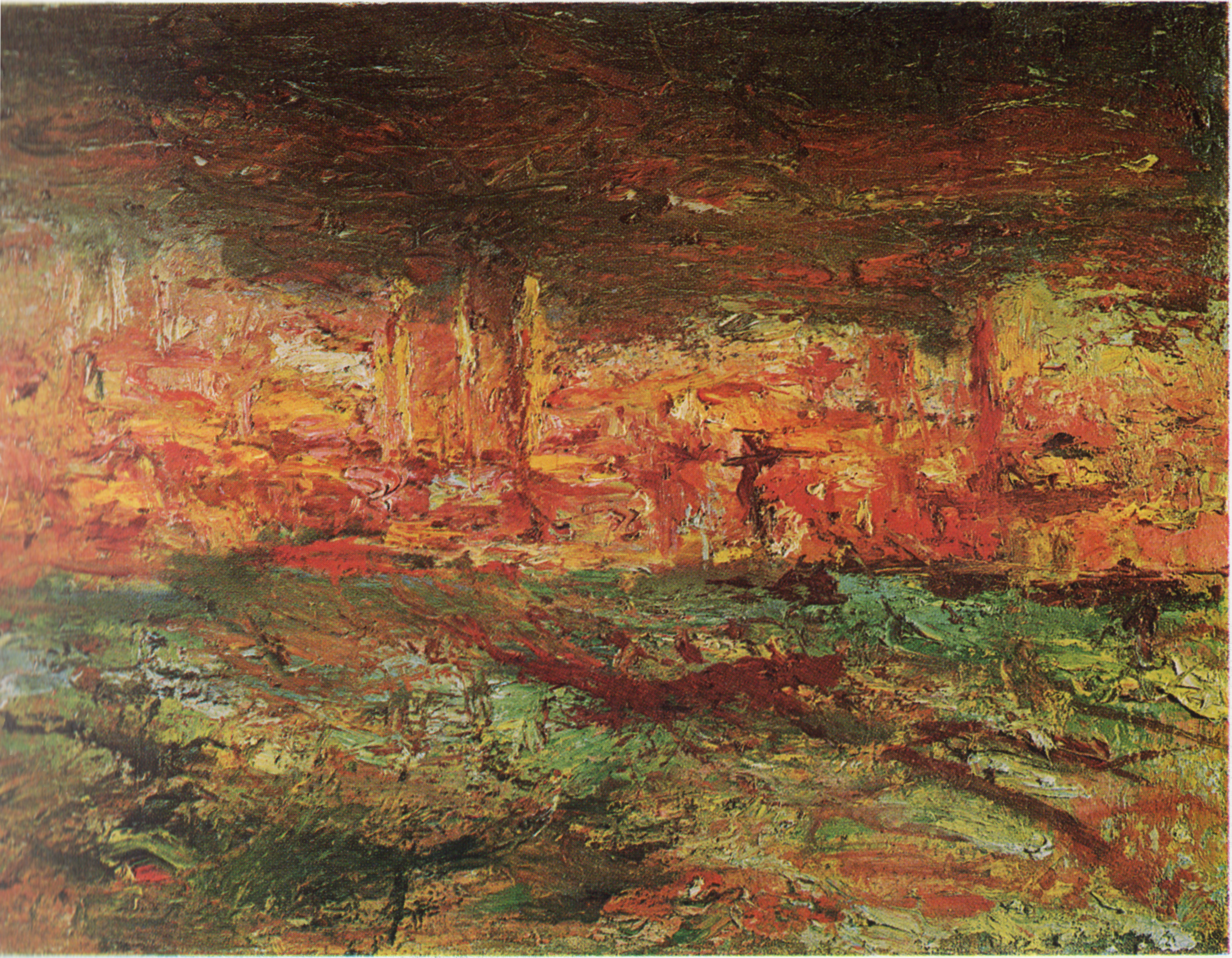
夜景（1935年）

- 「敦賀の所感（投稿欄）」『みづゑ』第80号、1911年。
- 長谷川利行『長谷川木葦集』1919年。NDLJP:914899 -『長谷川利行全文集』に収載。
- 矢野文夫（編）『伊吹：詩集』邦画荘、1944年。 NCID BA48324978。 - 1冊
- 「空しき青春」、白樺書房、1947年、doi:10.11501/1341704。
- 矢野文夫（編）『長谷川利行全文集』五月書房、1981年。 NCID BN10043402。 - 362p、図版[9]p

## 関連文献

### 評伝
- 矢野文夫『夜の歌：長谷川利行とその芸術』邦画荘、1941年。 NCID BA66175144。 - 259p 図版24枚
- 宇野浩二「水すまし（小説）」『文芸』4月号、改造社、1943年4月1日、112-127頁。
- 矢野文夫『放水路落日：長谷川利行晩年』芸術社、1960年。 NCID BA57539975。[注釈 17]
- 井上長三郎「リベラリスト長谷川利行」『みづゑ』第673号、美術出版社、1961年4月、NAID 40005117186。
- 佐藤真一、赤根和生、匠秀夫、ヨシダヨシエ『異端の画家たち』造形社、1969年。 NCID BN12960538。- 220p
- 『長谷川利行画集』講談社、1972年。 NCID BN10560233。- 274p
- 『長谷川利行作品集』八重洲美術店、1973年。 NCID BN13081135。- 169p（図録）
- 矢野文夫『長谷川利行』美術出版社〈美術選書〉、1974年。 NCID BN05665571。[48]- 214p 図13枚
- 同上『野良犬：放浪画家・長谷川利行』芸術社、1976年。 NCID BB08026392。 - 359p 図版18p
- 『長谷川利行未発表作品集』1号、東広企画〈パリ通信選書〉、1978年。 NCID BN0165666X。- 138p
- 田崎暘之介『野ざらしの詩：長谷川利行伝』協和出版、1980年。 NCID BN14251172。- 309p
- 井上長三郎「長谷川利行断片（長谷川利行<特集>）--（長谷川利行の思い出）」『三彩』第413号、三彩社、1982年2月、50-51頁、NAID 40001483474。
- 吉田和正『アウトローと呼ばれた画家：評伝長谷川利行』小学館、2000年。ISBN 4093861021。 NCID BA47321420。- 255p 図版3枚
- 酒井忠康 編『どんとせえ!：Don't say：長谷川利行画文集』求龍堂、2000年。ISBN 476300039X。 NCID BA49639872。- 127p
- 大塚信一『長谷川利行の絵：芸術家と時代』作品社、2020年。ISBN 4861827817。- 229p

### 展覧会図録
- 高崎正男『長谷川利行画集』（改訂増補）明治美術研究所、1942年。 NCID BA75068994。 - 30p[注釈 18]
- 『長谷川利行遺作展』長谷川利行画集刊行会、196- エラー: 日付が正しく記入されていません。（説明）。 NCID BN05211064。 - 1冊（頁付なし）
- 『長谷川利行名作展』三越；日本経済新聞社、三越、1961年。 NCID BB03384078。 - 26p
- 『長谷川利行作品集』便利堂、1962年。 NCID BN1442590X。 - 19p 図版33枚（原色図版共）
- 『長谷川利行画集』長谷川利行画集刊行会、1963年。 NCID BN12983668。 - 36, 120, 82p
- 『長谷川利行展：放浪と詩情の画家』第19回、毎日新聞社、伊勢丹〈毎日美術サロン〉、1967年。 NCID BB03761900。 - 10p
- 『異色の近代画家たち = Exhibition of Unique painters in modern Japan』京都国立近代美術館、1967年。 NCID BA5475231X。 - 1冊（頁付なし）
- 『放浪の鬼才 長谷川利行展』羽黒洞、1968年。 - 46p
- 小倉忠夫『長谷川利行』40号、講談社〈日本の名画〉、1973年。 NCID BN06729181。 - 28p（おもに図）
- 『長谷川利行展：放浪の天才画家』三越、毎日新聞社、1976年。 NCID BN05209969。 - 1冊（頁付なし）[49]
- 匠秀夫、小倉忠夫、陰里鉄郎『小出楢重・長谷川利行・萬鉄五郎』5号（愛蔵版）、講談社〈日本の名画〉、1977年。 NCID BN09046866。 - 97p（おもに図）
- 『長谷川利行画集』長谷川利行画集刊行委員会（編）、協和出版；大和書房（発売）、1980年。 NCID BB08219024。 - 42p 図版 [128]
- 『東京の落書き1930's展図録：長谷川利行と小熊秀雄の時代』板橋区立美術館、板橋区立美術館〈シリーズ・Art in Tokyo〉、1988年。 NCID BN15278480。 - 112p
- 『長谷川利行展：生誕100年記念』朝日新聞社、1991年。 NCID BA33172989。 - 1冊（頁付なし）
- 『鬼才長谷川利行と二人：熊谷登久平・矢野茫土 一関ゆかりの画家生誕百年』一関市博物館：岩手日日新聞社、2001年。 NCID BA55998519。 - 118p
- 『長谷川利行：幻の名作と、素描力!』不忍画廊、2008年。 NCID BA90183149。 - 1冊
- 尾崎眞人『読んで視る長谷川利行視覚都市・東京の色』5号、オクターブ〈「池袋モンパルナス」叢書；池袋モンパルナスそぞろ歩き〉、2009年。ISBN 9784892310720。 NCID BB00997070。 - 60p
- 岸田劉生、白髪一雄、佐伯祐三、蔵屋美香、Stephens, Christopher『泥とジェリー = Mud and jelly』東京国立近代美術館、2014年。 NCID BB14656963。 - 1枚
- 『長谷川利行展』フクヤマ画廊、2014年。 - 47p